# Tug of War
Tug of War är ett musikalbum från 1982 av den brittiske popartisten Paul McCartney.
Tug of War var ursprungligen tänkt som ett Wings-album, och mycket tyder på att det dessutom skulle bli ett dubbelalbum. En rad låtar som spelades in kom i stället på den följande Pipes of Peace. Dessutom finns en rad demoinspelningar av låtar som inte användes.
Efter att George Martin anlitats som producent och denne påpekat att han inte insåg vad Wings kunde bidra med till denna skiva valde Paul att ge ut skivan som soloalbum. Dock spelar Denny Laine på ett flertal låtar här.
I stället kom sessionerna för Tug of War och senare Pipes of Peace att präglas av gästartister. Eric Stewart från 10cc och Ringo Starr deltog under inspelningarna till båda skivorna, och till Tug of War bidrog även Stevie Wonder och Carl Perkins.
Duetten "Ebony and Ivory" släpptes som första singel, och på baksidan hittade man "Rainclouds" samt en soloversion av "Ebony and Ivory". Nästa singel var "Take It Away" med "I'll Give You a Ring" och "Dress Me up as a Robber" som B-sidor. Dessutom släpptes titellåten tillsammans med "Get It".
Tug of War kom ursprungligen ut som vinyl-LP. Albumet var analogt inspelat men redan då digitalt mixat. Albumet har senare även kommit ut på CD, men ljudet är betydligt varmare och mer naturligt på vinylutgåvan.

## Låtlista
Alla låtar skrivna av McCartney om inget annat anges.
1. "Tug of War"
2. "Take It Away"
3. "Somebody Who Cares"
4. "What's That You're Doing?" - (Wonder/McCartney)
  - Låten är en jam som skapats ihop med Stevie Wonder.
5. "Here Today"
  - En hyllning till den nyligen mördade John Lennon.
6. "Ballroom Dancing"
7. "The Pound Is Sinking"
  - Låten är egentligen två olika låtar ("The Pound Is Sinking" och "Hear Me Lover") som knådats ihop till en.
8. "Wanderlust"
9. "Get It"
  - En duett med Carl Perkins.
10. "Be What You See (Link)"
11. "Dress Me up as a Robber"
12. "Ebony and Ivory"
  - En duett med Wonder.